# ماتئو ترینی
ماتئو ترینی (انگلیسی: Matteo Trini؛ زادهٔ ۱۸ مهٔ ۱۹۸۷) بازیکن فوتبال اهل ایتالیا است.
از باشگاه‌هایی که در آن بازی کرده‌است می‌توان به باشگاه فوتبال یوونتوس، باشگاه فوتبال کارپی، باشگاه فوتبال یووه استابیا، و باشگاه فوتبال آ. ث. لومتزانه اشاره کرد.